# Mamady Fonfo Camara
Pour les articles homonymes, voir Camara.
Mamady Fonfo Camara, né en 1986 à Faranah (Guinée), est un ingénieur agronome, activiste , formateur et homme politique guinéen.
Il est conseiller depuis le 22 janvier 2022 au sein du Conseil national de la transition dirigé par Dansa Kourouma.

## Biographie
En 2021, il est coordinateur Haute-Guinée de l'Organisation guinéenne de défense des droits de l'Homme et du citoyen (OGDH).
Le 22 janvier 2022, il est nommé par décret membre du Conseil national de la transition guinéen en tant que représentant des organisations de la jeunesse,.